# Romain Pilliard
Romain Pilliard, né vers 1975 à Paris, est un navigateur français.

## Biographie
Il participe en tant qu'équipier au Tour de France à la voile, puis à la Solitaire du Figaro en 2000 et 2001 et comme équipier sur des 60 pieds IMOCA.
Avec sa femme, dans le cadre de son entreprise EOL, il crée le Tour de Belle-Île en 2008,.
Il arrive 4e en catégorie Ultime à la Route du Rhum 2018  sur le trimaran Remade - Use It Again!. Ce bateau avait été utilisé pour la Route du Rhum 2010 par Philippe Monnet, et auparavant, avec Ellen MacArthur pour le record autour du monde en solitaire en 2005,.
Romain Pilliard est un défenseur et promoteur de l'économie circulaire. Comme il indique, « il s'agit d'un moyen d’optimiser notre consommation et réduire son impact sur la nature ». Il soulève que les déchets sont directement liés à notre façon de vivre ; il n'y a pas uniquement les déchets que l'on produit, mais également les déchets que nos actions impliquent ; il n'y a pas uniquement les déchets plastiques, mais également des pollutions plus discrètes mais toutes aussi dangereuses. La responsabilité de chaque citoyen est importante pour changer les mentalités et opérer un changement radicale. 
Marié, il est père de trois enfants.

## Résultats dans les courses à la voile
- 2018 : 4e sur 6, de la Route du Rhum - Destination Guadeloupe en classe Ultime, sur Remade Use It Again ! ; 46e au classement général sur 123 inscrits
- 2022 : 8e sur 8, de la Route du Rhum - Destination Guadeloupe en classe Ultime, Use It Again! by Extia, en 8 j 13 h 41 min 40 s ; 49e au classement général sur 138 inscrits